# Région de Brong Ahafo
La région de Brong Ahafo est l'une des dix régions du Ghana.

## Géographie
La région de Brong Ahafo se situe au centre du pays. Elle est limitrophe des régions du Nord au nord, de la Volta à l'est, et des régions Orientale, d'Ashanti et Occidentale au sud. Elle a également une frontière avec la Côte d'Ivoire à l'ouest.

## Districts
La région de Brong Ahafo est divisée en 22 districts :
- Asunafo nord
- Asunafo sud
- Asutifi
- Atebubu-Amantin
- Berekum
- Dormaa est
- Dormaa
- Jaman nord
- Jaman sud
- Kintampo nord
- Kintampo sud
- Nkoranza nord
- Nkoranza sud
- Pru
- Sene-Est
- Sunyani
- Sunyani ouest
- Tain
- Tano nord
- Tano sud
- Techiman
- Wenchi